# Thomisus bicolor
Thomisus bicolor là một loài nhện trong họ Thomisidae.
Loài này thuộc chi Thomisus. Thomisus bicolor được Charles Athanase Walckenaer miêu tả năm 1837.